# Mariaburg VK
K. Mariaburg VK was een Belgische voetbalclub uit Sint-Mariaburg, een wijk op de grens van Ekeren en Brasschaat. De club was aangesloten bij de KBVB met stamnummer 5357 en had blauw als clubkleur. In 2019 fusioneerde de club met het nabijgelegen KFC Excelsior Kaart in Excelsior Mariaburg.

## Geschiedenis
De club sloot zich rond 1950 aan bij de Belgische Voetbalbond onder de naam OSMI Mariaburg (Oud-Studenten Michiels Instituut). In 1972 volgde de naamswijziging naar Mariaburg VK. De club speelt al zijn hele bestaan in de provinciale reeksen, met de Tweede Provinciale als hoogst bereikte divisie.
In 2017 werd Samir Beloufa de trainer van de eerste ploeg, die onder meer bij Germinal Beerschot en AC Milan heeft gespeeld en 9 interlands speelde bij het nationale elftal van Algerije, maar in 2018 verliet hij de Antwerpse club om bij Royal Antwerp FC te gaan assisteren.
In 2019 fusioneerde K. Mariaburg VK met KFC Excelsior Kaart in Excelsior Mariaburg. Het eerste elftal speelt zijn wedstrijden in de Campus Zwemdok.